# Матос, Марсело
Марсе́ло ди Ма́тос Те́рра, более известный как просто Марсе́ло Ма́тос (порт.-браз. Marcelo de Mattos Terra; 10 февраля 1984, Индиапоран, штат Сан-Паулу) — бразильский футболист, полузащитник.

## Биография
Марсело Матос — воспитанник клуба «Мирасол», в основном составе команды играл в Серии A2 Лиги Паулисты в 1999 году. В 1999 и 2000 году команда останавливалась в шаге от выхода в Серию A, но упускала путёвку в высший дивизион в последних матчах. В 2002 году Матос выступал в Японии — в командах «Токио» и «Оита Тринита». После возвращения в Бразилию выступал за «Сан-Каэтано» в бразильской Серии A. В 2004 году помог команде впервые в истории выиграть чемпионат штата Сан-Паулу.
В 2005 году ставший самым богатым клубом Южной Америки «Коринтианс» стал приобретать аргентинских и бразильских игроков для укрепления состава. Марсело Матос был приобретён у «Сан-Каэтано» за 1,2 млн долларов. В жёстком противостоянии с «Интернасьоналом» звёздный состав «Коринтианса» сумел завоевать титул чемпионов Бразилии 2005 года. Матос стал одним из лидеров команды, сыграв 35 матчей (из 42) и забив шесть голов в турнире.
В 2007 году Марсело Матос перешёл в греческий «Панатинаикос». С этой командой он участвовал в матчах предварительной стадии Лиги чемпионов. В 2009—2010 годах на правах аренды вновь выступал за «Коринтианс», и в 2009 году помог «мушкетёрам» выиграть чемпионат штата.
С 2010 по 2015 года Матос выступал за «Ботафого» (до 30 июня 2011 года — на правах аренды). На протяжении трёх лет был одним из ключевых игроков «одинокой звезды». Особенно успешным был сезон 2013, когда «Ботафого» долгое время сражался за чемпионство с «Крузейро», но в итоге занял четвёртое место и заработал путёвку в Кубок Либертадорес. В следующем сезоне команда играла крайне нестабильно, а Матос попадал в основу редко, и в итоге «Ботафого» вылетел в Серию B. В 2015 году полузащитник провёл полгода в «Ботафого», а завершал сезон уже в салвадорской «Витории» в том же дивизионе. Обе команды в итоге попали в первую четвёрку («Ботафого» на первом месте) и вернули себе место в Серии A.
В 2016 году Марсело Матос разорвал контракт с «Виторией» по семейным обстоятельствам и перешёл в стан другого гранда из Рио-де-Жанейро, провалившего предыдущий сезон, «Васко да Гамы». В начале года он стал победителем Лиги Кариоки, а затем стал помогать команде в деле возвращения в Серию A. Матос успел провести 16 матчей в Серии B за «адмиралов» и отметиться одним забитым мячом. В сентябре на тренировке «Васко да Гамы» накануне матча Кубка Бразилии против «Сантоса» Марсело, отдавая передачу партнёру Жорже Энрике, почувствовал боль в ноге. Обследование показало повреждение передней крестообразной связки колена. Изначально планировалось, что Матос сможет вернуться на поле через полгода, но после двух операций стало очевидным, что возвращение откладывается. Президент клуба Эурико Миранда всё равно продлил контракт футболиста. В 2018 году на колене Матоса были проведены ещё две операции с целью удаления жидкости и устранения болевых ощущений.
7 ноября 2018 года, отвечая на ироничное высказывание болельщика в соцсети, Марсело Матос заявил, что вернётся на поле в 2019 году. Его контракт с «Васко» заканчивается в декабре 2018 года. Его контракт с «Васко» заканчивался в декабре 2018 года.
В конце февраля 2019 года Марсело Матос вновь приступил к тренировкам с партнёрами по «Васко да Гаме». 28 марта 2019 года, спустя 2,5 года, Марсело Матос вновь сыграл за «Васко да Гаму» — он вышел на замену на второй добавленной минуте матча чемпионата штата против «Бангу», в котором «адмиралы» одержали победу 1:0.

## Достижения
- Чемпион штата Сан-Паулу (2): 2004, 2009
- Чемпион штата Рио-де-Жанейро (2): 2013, 2016
- Чемпион Бразилии (1): 2005
- Участник символической сборной чемпионата Бразилии (по версии Globo и КБФ): 2005